# Mongozmaki
Der Mongozmaki (Eulemur mongoz) ist eine Primatenart aus der Familie der Gewöhnlichen Makis (Lemuridae) innerhalb der Lemuren (Lemuriformes).

## Merkmale

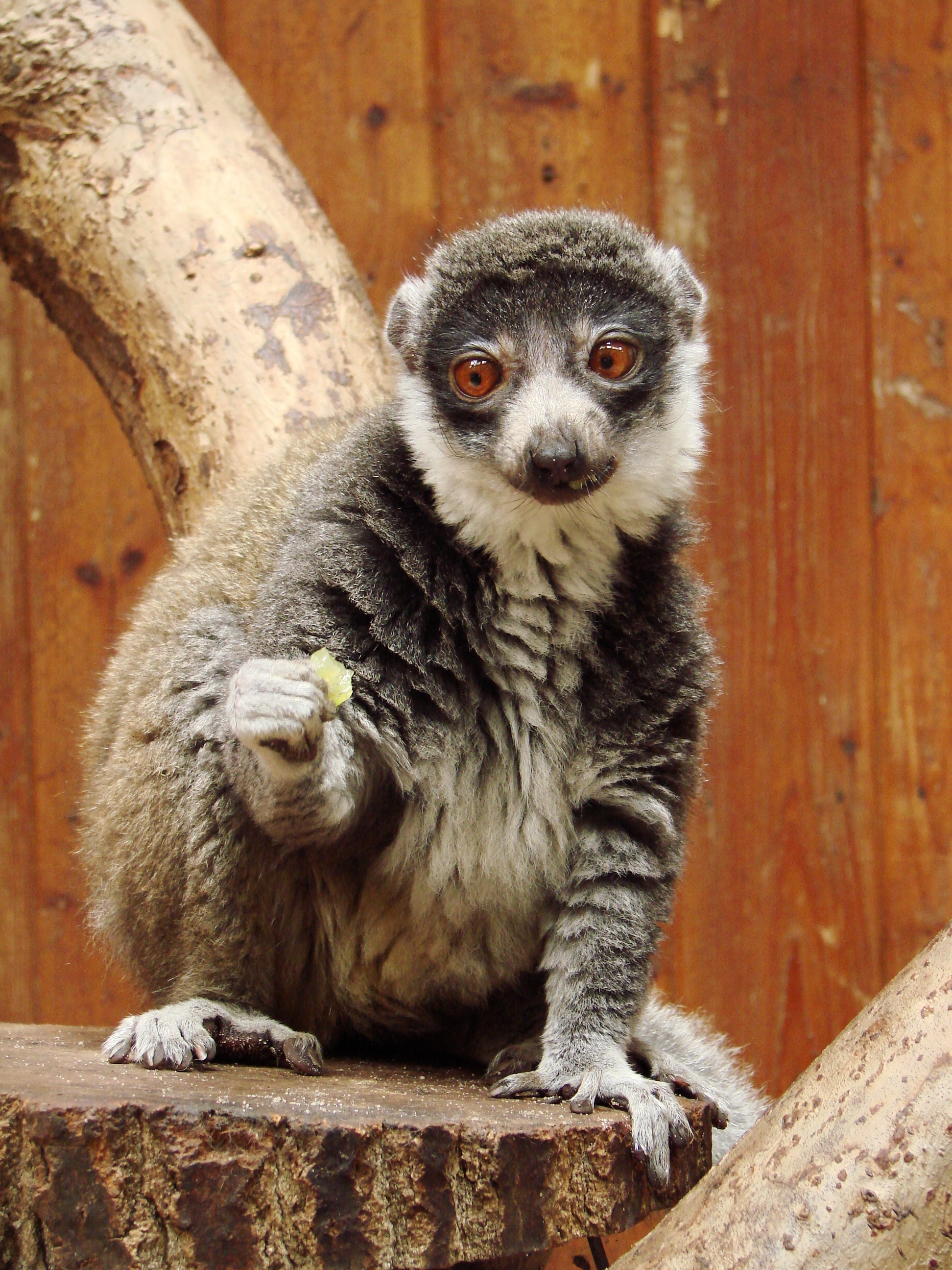
Weibchen

Mongozmakis erreichen eine Kopfrumpflänge von 30 bis 35 Zentimetern, der lange, buschige Schwanz misst 45 bis 48 Zentimeter. Ihr Gewicht beträgt 1,1 bis 1,6 Kilogramm, zählen zu den kleinsten Vertretern der Gewöhnlichen Makis. Die beiden Geschlechter unterscheiden sich in der Färbung: Das Fell der Männchen ist an der Oberseite graubraun gefärbt, der Bauch ist hellgrau, die Wangen, die Kehle und der Nacken sind auffallend rötlich. Die Weibchen sind etwas heller als die Männchen, ihr Fell ist am Rücken grau und am Bauch hellgrau bis beige, das Gesicht ist schwarzgrau, die Wangen und die Kehle sind weißlich. Die langgestreckte Schnauze ist bei beiden Geschlechtern hellgrau, die Augen orangefarben.

## Verbreitung und Lebensraum

Verbreitungsgebiet des Mongozmaki (rot)

Mongozmakis bewohnen ein kleines Gebiet im nordwestlichen Madagaskar, daneben wurden sie auf den Komoren-Inseln Anjouan, Mohéli und Grande Comore eingeführt. Ihr Lebensraum sind trockene, laubwerfende Wälder. Auf den Komoren leben sie hingegen in feuchten Wäldern.

## Lebensweise und Ernährung
Mongozmakis haben keine festen Aktivitätszeiten, sie sind kathemeral (sowohl am Tag als auch in der Nacht aktiv). In der Regenzeit sind sie eher tagaktiv, in der Trockenzeit eher nachtaktiv. Sie leben in kleinen Gruppen, die sich aus einem monogamen Pärchen und dem gemeinsamen Nachwuchs zusammensetzen. Das Revier wird mit Duftdrüsen markiert, es ist sehr klein und überlappt sich mit dem anderer Gruppen.
Früchte stellen den Hauptbestandteil der Nahrung. In der Regenzeit nehmen sie außerdem Samen und Nektar zu sich, in der Trockenzeit spielen Blätter sowie Insekten und deren Larven eine wichtigere Rolle.

## Fortpflanzung
Im Oktober oder November bringt das Weibchen nach einer 125- bis 130-tägigen Tragzeit ein Jungtier zur Welt, Zwillinge sind selten. Vorwiegend die Weibchen sind für die Jungenaufzucht verantwortlich, die Männchen beteiligen sich nur in geringem Ausmaß. Nach rund 135 Tagen werden die Jungtiere entwöhnt, nach rund 2 Jahren werden sie geschlechtsreif.

## Gefährdung
Hauptbedrohung für den Mongozmaki ist die Zerstörung und Zerstückelung des Lebensraumes durch Waldrodungen. Hinzu kommt die Bejagung. Die IUCN listet die Art als „vom Aussterben bedroht“ (critically endangered).
Einziger deutscher Halter ist Berlin.

## Belege
1. ↑    ZTL 16.6